# تمثال المسيح الحامي
تمثال المسيح الحامي هو تمثال ليسوع قيد الإنشاء يقع في إنكانتادو،ريو غراندي دو سول،البرازيل.عند اكتماله بطول 43 متر سيصبح ثالث أطول تمثال للمسيح في العالم بعد تمثال مسيح بونتو بوراك وتمثال المسيح الملك في سفيبودزين و5 أمتار أطول من تمثال المسيح الفادي في ريو دي جانيرو.